# Johnny Be Good
Johnny Be Good (br: Johnny Bom de Transa / pt: Bom dia Meninas) é um filme estadunidense de 1988, do gênero comédia, dirigido por Bud Smith, estrelando Anthony Michael Hall no papel principal, Johnny Walker. O filme contou com as participações de Robert Downey Jr., Jennifer Tilly e Uma Thurman em sua estréia no cinema.
A banda Judas Priest e o cantor Ted Nugent, e outros, fizeram parte da Trilha-sonora. A canção, "Johnny B. Goode", gravada originalmente por Chuck Berry, foi regravada pelo Judas Priest no álbum Ram It Down.

## Sinopse
Johnny Walker (Anthony Michael Hall) é o melhor jogador de futebol da escola e está terminando o colegial, o que faz com que receba convites tentadores de várias faculdades. Só que ele havia prometido para a namorada que iriam estudar juntos na faculdade local e agora precisa decidir com qual das opções vai ficar. Comédia voltada ao público adolescente e com humor escatológico.

## Elenco
- Anthony Michael Hall .... Johnny Walker
- Robert Downey Jr. .... Leo Wiggins
- Paul Gleason .... Wayne Hisler
- Uma Thurman .... Georgia Elkans
- Steve James .... Treinador Sanders
- Seymour Cassel .... Wallace Gibson
- Jennifer Tilly .... Connie Hisler
- Deborah May .... Mrs. Walker
- Jim McMahon .... Ele Mesmo
- Howard Cosell .... Ele Mesmo
- Robert Downey, Sr. .... Investigador da NCAA

## Prêmios e indicações
- Recebeu uma indicação ao Framboesa de Ouro, na categoria de pior canção original.